# 肋果茶科
肋果茶科又名毒药树科，包括2属3种，生长在东南亚和东非。中国有1属1种，生长在云南。
本科植物为乔木，小枝有毛；叶革质；花的花瓣5数。
1981年的克朗奎斯特分类法将其列在山茶科中，有的分类法将其列在猕猴桃科中，1998年根据基因亲缘关系分类的APG 分类法认为应该单独分出一个科，2003年经过修订的APG II 分类法认为可以选择性地与五列木科和厚皮香科合并，2007年5月7日修订的APG网站将Ficalhoa属合并到本科中。

## 属
- 肋果茶属(Sladenia)，只有1种生长在东南亚和中国云南；
- Ficalhoa，有2种，生长在非洲东部